# ベルナーオーバーラント鉄道ABeh4/4 II形電車

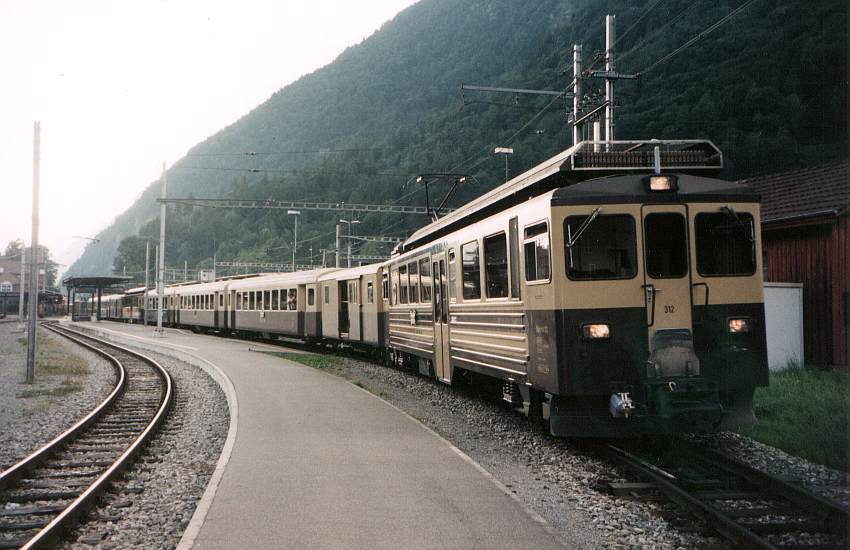
ABeh4/4^{II} 312号機が牽引する列車ともう一機のABeh4/4^{II}形が牽引する列車の重連、旧塗装、インターラーケン・オスト駅

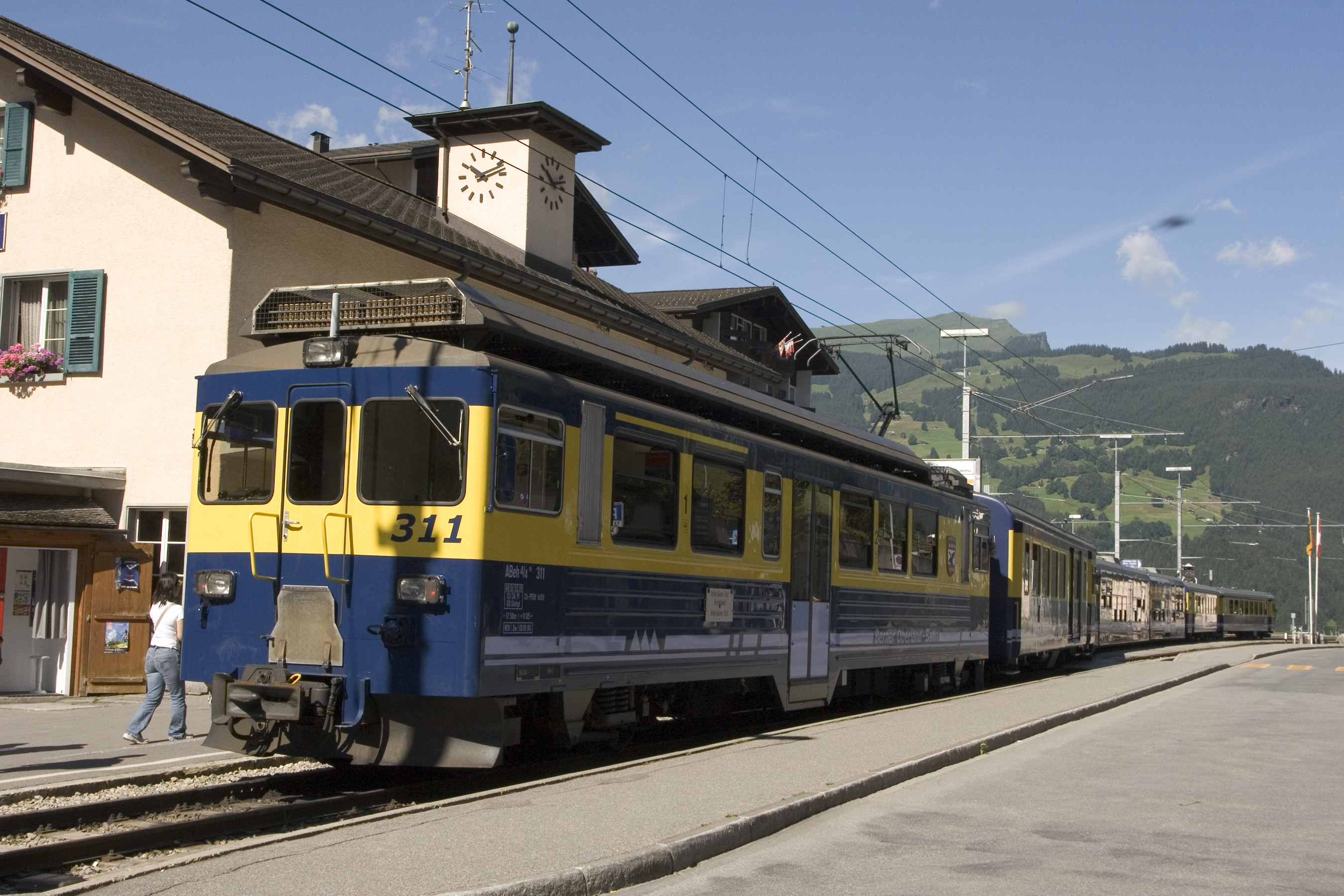
塗装変更、車体更新後のABeh4/4^{II} 311号機が牽引する列車、グリンデルヴァルト駅、2008年

ベルナーオーバーラント鉄道ABeh4/4II形電車(ベルナーオーバーラントてつどうABeh4/4IIがたでんしゃ)は、スイス中央部の私鉄であるベルナーオーバーラント鉄道（Berner Oberland-Bahn (BOB)）で使用される山岳鉄道用ラック式電車である。

## 概要
1890年に開業したベルナーオーバーラント鉄道は、その後1914年の直流1500Vでの電化に際してHGe3/3形電気機関車9機を用意したが、その後ABDeh4/4形3機とABeh4/4I形7機を増備し、1980年代初めにはHGe3/3形4機と10機の電車で運行をしていた。しかし、この頃にはベルナーオーバーラント鉄道の輸送量は毎年大幅な伸びを示しており、輸送力の増強が望まれていたため、牽引力が小さく最高速度の遅いHGe3/3形を置き換えて、同時に電車が牽引する客車列車の反対端に制御客車を連結したシャトルトレインを運行することとなり導入された機体がベルナーオーバーラント鉄道で初めて重連総括制御機能を持った電車である本形式3機と、本形式と編成を組むBDt 401-403形2等/荷物合造制御客車3両であり、同時にBDt 401-403形客車と同形の2等客車であるB 261-262形2両も導入されている。本形式は車体、機械部分、台車をSLM、電機部分、主電動機はBBCが担当して製造されており、通常のスイスの電車では車体製造を担当しないSLMが車体を製造しているのが特徴で、1時間定格出力1256kWで牽引力144kNを発揮する強力機であり、機番と製造年月日、製造所、機体名は下記のとおりである。
- 311 - 1986年9月10日 - SLM/BBC - Grindelwald
- 312 - 1986年9月10日 - SLM/BBC - Interlaken
- 313 - 1986年9月10日 - SLM/BBC - Lauterbrunnen

機体名/エンブレム一覧
311号機 Grindelwald
312号機 Interlaken
313号機 Lauterbrunnen

## 仕様

### 車体・走行機器
- 車体は両運転台式で、同時期にSLMで製造されたマッターホルン・ゴッタルド鉄道[6]のDeh4/4 91-96形荷物電車と類似の角ばったスタイルとなっており、側面下部にはコルゲーション板を使用した鋼製車体となっている。
- 正面は貫通扉付の3面折妻、3枚窓のスタイルで、貫通扉上部と下部左右の3箇所に角型の前照灯と標識灯のユニットが設置されている。連結器は車体取付の+GF+式[7]ピン・リンク式自動連結器となっている。先頭部の車体下部に大型のスノープラウが設置されている。
- 車体は前位側から長さ1607mmの運転室、575mmの機器室、3400mmの1等室、2750mmのデッキ、4800mmの2等室、1805mmの機器室、1607mmの運転室の構成となっており、窓扉配置は13D121（運転室窓-2等室窓-乗降扉-トイレ窓-1等室窓-運転室窓）、客室窓は幅1200mm、開口幅570mmの大型の下降窓、乗降扉は幅1400mm（開口幅1210mm）の両開式プラグドアとなっており、乗降口には2段のステップが設置されるほか、デッキから前後の客室へは短いスロープでつながっている。
- 1等室の座席はシートピッチ1700mmで2+1列の3人掛け、2等室は1600mmで2+2列の4人掛けの固定式クロスシートがそれぞれ2ボックスおよび3ボックス設置されており、座席定員は1等12人、2等24名となっており、室内は天井が白、壁面がベージュで、床面は1等室は濃赤紫系のカーペットで2等室がダークグレー、座席は1等室のものが1人掛のものが幅690mm、2人掛のものが1240mmでモケットはぶどう色系で布カバー付きヘッドレスト付、2等室のものは幅985mmでビニールレザー貼りのヘッドレスト付である。
- 本形式は従来の電車よりも整備性を向上させることを目的として、車体内運転室背面に機器室を設置して主要機器を搭載する方式としており、前位側のものに空気ブレーキ関連、後位側のものには主制御器関連の機器を設置しているほか、それぞれ主電動機冷却ファンが設置されており、側面には冷却気導入用のルーバーが設置されている。
- 運転室は右側運転台でスイスやドイツで一般的な円形のハンドル式のマスターコントローラーが設置され、運転室横の窓は引違い式で反運転台側には電動式のバックミラーが設置されている。
- 屋根は後位側の機器室部が機器室内の機器積降ろしを考慮した取外し式となっており、この部分にシングルアーム式のパンタグラフを設置、その後位側車端部に遮断器箱を搭載、前位側は反対側車端部まで大型の主抵抗器を設置している。
- 制御装置はアッペンツェル鉄道[8]の1000mm軌間用ラック式荷物/2等合造電車であるBDeh4/4 11-17形[9]実績のあるものを使用しているが、同形式およびABeh4/4I形より出力が増強されて1時間定格出力1256kW、牽引力144kNの性能を持っているほか、電気ブレーキとして回生ブレーキと発電ブレーキを併用しており、架線電圧等による回生ブレーキ力の変動に対応して双方のブレーキ力を調整する方式となっている。
- 本機はベルナーオーバーラント鉄道の車両としては初めて重連総括制御装置を装備しており、正面にルツェルン-シュタンス-エンゲルベルク鉄道[10]の車両のものと同一の制御用の61線の電気連結器の連結栓を設置している。
- 台車はSLM製の鋼板溶接組み立て式で、粘着式/ラック式駆動双方の駆動装置を小型化して固定軸距2880mmにまとめたものとなっており、枕ばね、軸ばねともにコイルばね、軸箱支持方式は円筒案内式で、冷却ファンによる強制通風式主電動機は台車枠に枕木方向に装荷、牽引力伝達は台車枠の下を通る車体支持梁と台車枠横梁間のセンターピン間で伝達される。ラック方式はラックレールがラダー式1条のリッゲンバッハ式で、ピニオンは各動軸にフリーで嵌込まれて粘着動輪と同じ主電動機で駆動され、動輪のタイヤの1/2磨耗した時に動輪とピニオンの周速が一致するようにギヤ比が設定されており、減速比は粘着動輪が1:8.580、ピニオンが1:7.686である。
- 塗装
  - 製造時は、車体は下半部および上部を茶色、窓周りをベージュとしたベルナーオーバーラント鉄道のそれまでの標準的な塗装に加えて、車体側面下部にクリーム色の太帯を入れ、扉類をベージュとしたもので、1等室の側面窓上に黄色の細帯が入るものとであった。また、後位側機器室側面には"BOB"のクロームメッキの切抜文字とその下に機体名のエンブレムが設置され、側面の下部ベージュの太帯部に"BERNER OBERLAND-BAHN"のロゴ、側面下部右側車端部に形式名と機番、側面窓扉横部に客室等級表示、正面貫通扉に機番がそれぞれ入り、屋根および床下機器と台車がダークグレー、屋根上機器はライトグレーであった。
  - 車体更新改造後は車体下半部および上部独面窓にかけてが紺、側面窓周りが黄色となり、側面下部のコルゲーションを一部埋めて白帯およびオーバーラント三山のマークと"BERNER OBERLAND-BAHN"のロゴを入れたものとなり、機体名と機番が側面左側下部に、正面右側窓下部に機番が入るものに変更されている。
- 改造
  - 2005年頃にかけて順次車体更新改造が実施され、側面窓が下降窓から上段下降、下段固定式の2段窓となり、室内では荷棚や座席が交換されているほか、運転席横窓に小型のバックミラーが増設されている。
  - その後2009年頃には、側面乗降扉のドアエンジンが電気式の新しいものに変更され、扉本体もガラス面積の大きい新しいもの交換されている。

### 主要諸元
- 軌間：1000mm
- 電気方式：DC1500V架空線式
- 軸配置：Bo'zzBo'zz
- 最大寸法：全長17584mm、車体幅2654mm、全幅2683mm
- 軸距：2880mm
- 台車中心間距離：11050mm
- 動輪径：870mm
- ピニオン有効径：732mm
- 自重：44.7t
- 定員：1等座席12名、2等座席24名
- 走行装置
  - 主電動機：直流電動機×4台（1時間定格出力：1256kW、回転数1435rpm）
  - 減速比：8.580（粘着動輪）、7.686（ピニオン）
  - 牽引力：144kN（1時間定格）
  - 牽引トン数：110t（120パーミル）
- 最高速度：70km/h（粘着区間）、35km/h（ラック区間）
- ブレーキ装置：発電ブレーキ、回生ブレーキ、空気ブレーキ、手ブレーキ

## 運行

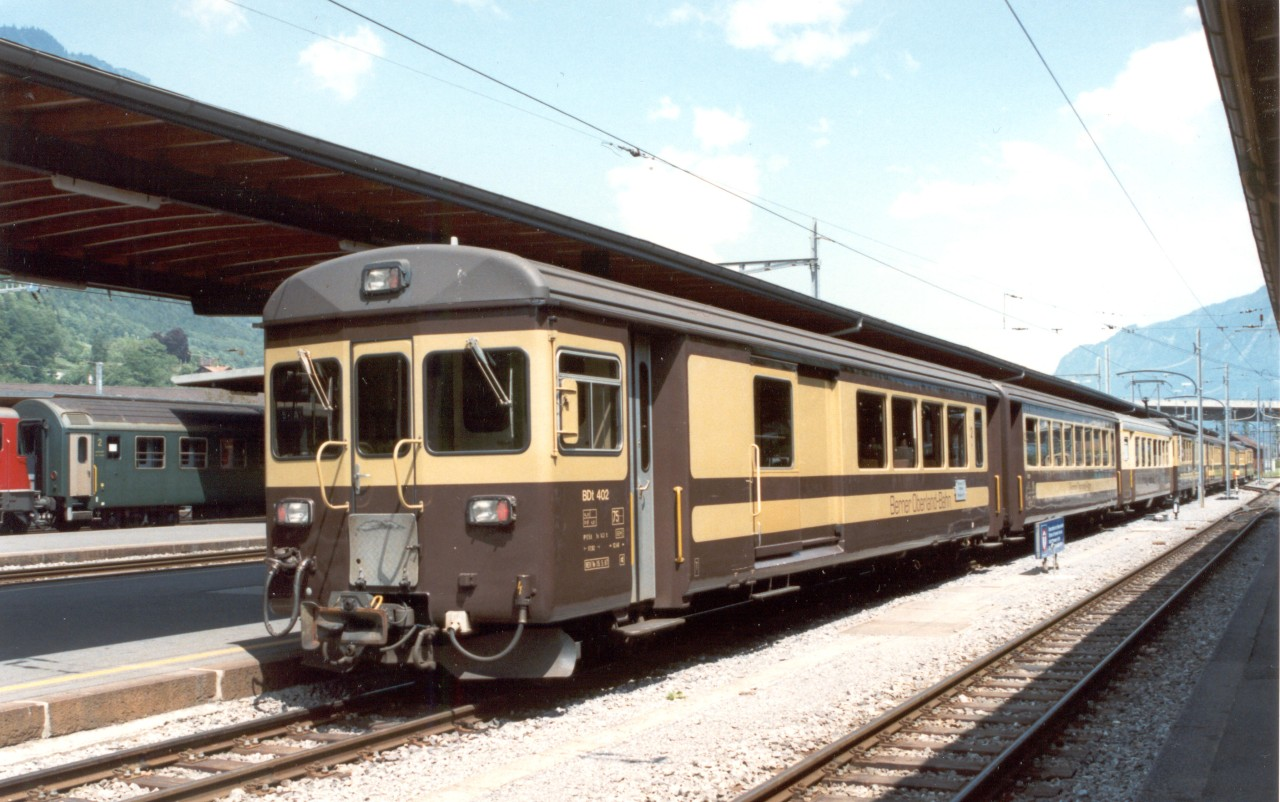
ABeh4/4^{II}形と編成を組むために導入されたBDt 401-403形制御客車、インターラーケン・オスト駅

- 製造後はベルナーオーバーラント鉄道の全線で旅客列車および貨物列車を牽引していたが、この路線は全長23.69km、最急勾配は粘着区間で25パーミル、リッゲンバッハ式のラック区間で120パーミルで標高567mのインターラーケン・オストからツヴァイリュッチーネンで分岐して標高795mのラウターブルンネンもしくは1034mのグリンデルヴァルトまでを登る山岳路線である。
- ABeh4/4II形は導入後BDt 401-403形と編成を組んでシャトルトレインとして運行されたほか、重連総括制御用の引通し線を持たない客車で組成された列車については通常通り電車が牽引する列車として運行されているほか、貨物列車の牽引にも使用されている。
- 本形式の導入によって通常の列車はすべて電車牽引となり、最高速度もABeh4/4I形に合わせて65km/hまで引き上げられている。なお、HGe3/3形はその後歴史的機関車として残された24号機と29号機を残して廃車となっている。
- スイス国内の列車がパターンダイヤ化されたBahn+Bus 2000計画によってベルナーオーバーラント鉄道でも旅客列車の運行系統の整理による運行の効率化が計画され、1999年のウムラー信号場 - ツヴァイリュッチーネン間の複線化や、ABeh4/4I形のシャトルトレイン対応改造によってインターラーケン・オスト - ツヴァイリュッチーネン間では最大6両編成ずつのラウターブルンネン行およびグリンデルヴァルト行列車が併結された列車が運行されるようになり、本形式もこの運行に使用されている。
- 現在ではBDｔ 401-403形制御客車のほか、ベルン-ゾロトゥルン地域交通[11]から購入したABt 411-415形[12]制御客車および2004年から導入された3車体連接式の部分低床車であるABｔ 421-425形制御客車[13]と編成を組んでシャトルトレインとして、1機が廃車となって全6機となったABeh4/4I形とともに運行されている。